# 英戈爾斯 (北卡羅萊納州)
英戈爾斯（英語：Ingalls）是位於美國北卡羅萊納州埃弗里縣的非建制地區。

## 歷史
英戈爾斯的郵局於1889年設立，其後於1976年停運。

## 地理
英戈爾斯所處的海拔為高於海平面843米（即2766英呎），而該地所採用的時區為UTC-5，即北美东部时区（EST）。同時該地設有夏令時間，為UTC-5調快一小時，即UTC-4（EDT）。